# Age of Empires II: The Conquerors
Age of Empires II: The Conquerors Expansion er en udvidelsespakke til computerspillet Age of Empires II: The Age of Kings. Den blev udgivet af Microsoft i 2000 og udviklet af Ensemble Studios. Pakken indeholder bl.a. nye civilisationer, enheder, teknologier og kampagner samt et par forbedringer i gameplayet.

## Forbedringer og tilføjelser
Flere områder i det oprindelige gameplay er blevet forbedret. Spillet indeholder mere kunstig intelligens og det har gjort visse situationer lettere for spilleren. F.eks. begynder en villager straks på arbejdet efter at have bygget nogle bestemte bygninger, landbruget automatiseres, så spilleren ikke selv behøver at genopføre markerne, de militære enheder er taktisk klogere i kampe, belejringsmaskiner som katapulten angriber ikke, hvis det vil gøre større skade på egne enheder og de fleste enheder kan indsamles, transporteres og beskyttes i en rambuk.
Der er blevet tilføjet forskellige nye spilmoduler som et alternativ til det almindelige standardspil. Her er der tale om Beskyt Vidunderet (beskyt et vidunder mod fjendtlige angreb), Vidunder Race (vær den første spiller til at bygge et vidunder) og Konge af Bakken (kontroller et monument i banens midte). Desuden kan man spille på nye og mere eksotiske kort f.eks snelandskaber og tropiske regnskove.   

### Civilisationer
Udvidelsespakken indeholder fem nye civilisationer. Specielt bemærkelsesværdige er de nye indianer-civilisationer, som skiller sig væsentligt ud fra de andre, hvad angår udseende af arkitektur og enheder. Disse civilisationer må dog se bort fra nogle ellers ret elementære enheder, da de ikke har adgang til kavaleri eller krudt. En anden væsentlig specialitet ved en ny civilisation er, at hunnerne ikke behøver, at bygge huse. Det giver dem en fordel i begyndelsen af spillet, hvor de tit er i stand til at angribe hurtigt. Ligesom de originale civilisationer har alle deres egne unikke enheder og kan kategoriseres efter byggestil og militær styrke.
Oversigt over civilisationerne i Age of Empires II: The Conquerors:
| Civilisation | Unikke enheder                                        | Byggestil        | Militær styrke |
| ------------ | ----------------------------------------------------- | ---------------- | -------------- |
| Aztekerne    | Jaguar-kriger (Jaguar Warrior)                        | Mesoamerikansk   | Infanteri      |
| Hunnerne     | Tarkhan (Tarkan)                                      | Nordøsteuropæisk | Kavaleri       |
| Koreanerne   | Krigsvogn (War Wagon) og skildpaddeskib (Turtle Ship) | Østasiatisk      | Skytter        |
| Mayaerne     | Fjerklædt bueskytte (Plumed Archer)                   | Mesoamerikansk   | Skytter        |
| Spanierne    | Conquistador (Conquistador) og missionær (Missionary) | Vesteuropæisk    | Kavaleri       |

### Enheder
I alt er 11 nye enheder blevet tilføjet i Age of Empires II: The Conquerors:
- Conquistador (Conquistador) – Unik spansk rytter med arkebuse.
- Fjerklædt bueskytte (Plumed Archer) – Unik stærk mayansk bueskytte med stor angrebsafstand.
- Jaguar-kriger (Jaguar Warrior) – Unik aztekisk infanterist.
- Hellebard (Halberdier) – Opgradring af spyd.
- Husar (Hussar) – Opgradering af let kavaleri.
- Krigsvogn (War Wagon) – Unik koreansk vogn, der angriber fra afstand.
- Missionær (Missionary) – Unik spansk præst, som rider på et æsel
- Petarde (Petard) – Mand udstyret med krudttønde. Gør stor skade, men udsletter sig selv.
- Skildpadde-skib (Turtle Ship) – Unikt stærkt koreansk skib med kanoner.
- Tarkhan (Tarkan) – Unik hunnisk rytter, som gør stor skade på bygninger.
- Ørne-kriger (Eagle Warrior) – Mayansk og aztekisk alternativ til kavaleri udstyret med spyd.

### Teknologier
The Conquerors Expansion indførte 26 nye teknologier. Teknologierne dækker forskellige områder og findes i forskellige bygninger. Et nyt koncept er de såkaldte unikke teknologier. Hver civilisation har en unik teknologi (goterne har som de eneste to), som findes i borgen (castle) og kun de kan bruge.

#### Almindelige teknologier
Oversigt over nye teknologier, som er tilgængelige for de fleste:
- Arvelighed (Bloodlines) – Kavaleriets robusthedsværdi stiger med +20.
- Karavane (Caravan) – Handelsvogne bevæger sig dobbelt så hurtigt.
- Tommelfingerring (Thumb Ring) – Bueskytter skyder hurtigere og rammer altid præcist.
- Parthisk taktik – Bueskytterytteres panser stiger med +1 og deres angreb mod spyd og hellebarder stiger med +4.
- Urtemedicin (Herbal Medicine) – Enheder indsat i bygninger heales 4 gange hurtigere.
- Teokrati (Theocracy) – Når to eller flere munke konverterer en fjendtlig enhed, har kun en af dem efterfølgende brug for hvile.
- Kætteri (Heresy) – Enheder, som er konverteret af munke, dør i stedet for at skifte farve.

#### Unikke teknologier
Oversigt over civilisationernes unikke teknologier:
- Aztekerne: Blomsterkrige (Garland Wars) – Infanteriets slagkraft stiger med +4.
- Briterne: Selvejerbønder (Yeomen) – Angrebsafstanden fra bueskytter til fods stiger med +1
- Byzantinerne: Logistik (Logistica) – Den unikke byzantinske enhed (katafrakten) kan gøre skade på flere enheder ad gangen.
- Frankerne: Skægøkse (Bearded Axe) Den unikke frankiske enheds (øksemænd) angrebsafstand stiger med +1.
- Goterne: Anarki (Anarchy) – Den unikke gotiske enhed (huskarlen) kan produceres i kasernen (Barracks) og Perfusion (Perfusion) – Enheder produceres 50% hurtigere.
- Hunnerne: Ateisme (Atheism) – Det tager længere tid at vinde vha. relikvier eller vidundere og teknologierne spioner (Spies) og landsforræderi (Treason) er billigere.
- Kelterne: Keltisk furore (Furor Celtica) – Belejringsmaskiners robusthedsværdi stiger med 50%.
- Japanerne: Kataparuto (Kataparuto) – Blider opbygges, pakkes sammen og affyres hurtigere.
- Kineserne: Raketvidenskab (Rocketry) – Den unikke kinesiske enheds (Chu Ko Nu) slagkraft stiger med +2 og ballistens stiger med +4.
- Koreanerne: Singjeon (Shinkichon) – Onagerens angrebsafstand stiger med +1.
- Mayaerne: El Dorado (El Dorado) – Ørnekrigerens robusthedsværdi stiger med +40.
- Mongolerne: Bor (Drill) – Belejringsmaskiner bevæger sig 50% hurtigere.
- Perserne: Elefantførere (Mahouts) – Krigselefanter bevæger sig 30% hurtigere.
- Saracenerne: Fanatisme (Zealotry) – Kamelers og mamelukers robusthedsværdi stiger +30.
- Spanierne: Overlegenhed (Supremacy) – Fæstebønders (villagers) værdier stiger som følger: robusthed +40, slagkraft +6 og panser +2.
- Teutonerne: Krenelering (Crenellations) – Borgens (castle) angrebsafstand stiger med +3 og enheder, som er indsat i bygningen kan affyre pile.
- Tyrkerne: Artilleri (Artillery) – kanoner, kanonskibe og kanontårnes angrebsafstand stiger med +2.
- Vikingerne: Bersærkergang (Berserkergang) – Vikingernes unikke enhed (bersærkeren) healer sig selv væsentligt hurtigere.

### Kampagner
The Conquerors Expansion indeholder tre almindelige kampagner bestående af en række missioner samt kategorien Battles of the Conquerors, som består af forskellige berømte slag. For hvert slag er der dog vel at mærke kun en mission.
De nye kampagner:
- El Cid
- Attila
- Montezuma

Battles of the Conquerors:
- Slaget ved Tours
- Sagaen om Vinland
- Slaget ved Hastings
- Slaget ved Manzikert
- Slaget ved Agincourt
- Slaget ved Lepanto
- Kyotoslaget
- Slaget ved Noryang